# جان اوبری تیلور شارپ
جان اوبری تیلور شارپ (انگلیسی: John Sharp; ۶ سپتامبر ۱۹۱۷ – ۱۵ ژانویهٔ ۱۹۷۷) فرد نظامی اهل بریتانیا بود. وی همچنین برندهٔ جوایزی همچون صلیب نظامی شده‌است.